# Cruykenbourg
Cruykenbourg en néerlandais Kruikenburg (aussi Cruyckenbourgh ou Cruykenburg) était une seigneurie puis un comté du Brabant. Cette seigneurie se composait de la municipalité actuelle de Ternat, avec les hameaux de Wambeek et Lombeek-Sainte-Catherine. Maintenant cela  désigne le château siège de la seigneurie, à Ternat  à l'ouest de Bruxelles, dans la province du Brabant Flamand.
Le nom Cruykenbourg vient des cruches, kruiken en néerlandais, Cruyken en ancien néerlandais, qui se trouvaient sur les différentes tours du château. Ces cruches avaient été sculptées dans la pierre brute. Sur le dessus se trouvait une girouette. Il y a quelques années, le château a été équipé d'une nouvelle cruche. Sur le dessus de la tour d'entrée est là comme référence aux vieilles cruches, une cruches dorées servant de girouette.
Le château a, comme beaucoup d'autres châteaux médiévaux, une forme de "U". Celui-ci est formé par trois ailes autour d'une cour. Sur les coins se trouvent des tours cylindrique. Seule la tour d'entrée est carré.

## Histoire
Au début du XIIe siècle, les seigneurs de Wezemael essayérent, que ce soit ou non au nom du duc de Louvain, de saisir des forêts et des terrains de Wambeek. Au détriment de l'abbaye de Nivelles, ils ont construit leur tour de guet dans le nord de Wambeek, à savoir à Ternat, qui était à l'époque un hameau de Wambeek. Près de la frontière du comté de Flandre ce renforcement avait une importance stratégique pour le duché de Brabant. Le château a été, selon certaines sources, entouré de petites fortifications  à Steenvoorde et Lombeek-Sainte-Catherine.
Au XIVe siècle, Cruykenbourg a été  habité par chevalier et échevins de la ville de Bruxelles Éverard t'Serclaes (1320-1388). Il a réussi en 1356 à expulser la garnison flamande du comte Louis de Mâle de Bruxelles. Selon certains historiens, ce qui fait que le duché de Brabant est resté indépendant, et que l'annexion à la Flandre a pu être évitée. Éverard t'Serclaes acheté la seigneurie de Cruykenbourg et converti celui-ci en un chateau d'habitation.
Avec ces travaux, il a également construit  une glacière sur le site à la jonction entre le Sterrelaan et le Statiestraat. Le sous-sol a aujourd'hui été supprimée. C'était probablement Éverard t'Serclaes aussi le commanditaire du passage entre le château et l'église Sainte-Gertrude.  Celui-ci est maintenant fermé et sert de cave à vin.
Des années plus tard,  t'Serclaes est entré en conflit avec un protégé de la duchesse Jeanne de Brabant, le seigneur de Gaesbeek: Sweder d'Abcoude. À la grande colère des Bruxellois, il va faire tué t'Serclaes. Selon Jan van Boendale, t'Serclaes a été enterré dans l'église face au château.
Du XVIe au XIXe siècle, c’est la famille  de Fourneau qui vivait à Cruykenbourg. Ils ont transformé le  château et pour arriver à ce qu'il est actuellement au XVIIIe siècle, et ainsi terminer la conversion à château d'habitation. Sur les traces de ses anciens renforts, on peut cependant encore clairement voir à côté de la porte d'entrée  les crochets de l'ancien pont-levis. En 1662 sous la famille de Fourneau, Cruykenbourg  a été élevé au rang de comté. Les Français ont supprimé le comté de Cruykenbourg, mais le château lui n'a pas été détruit.
Dans le début du XXe siècle, le château a été habité par la famille de Lichtervelde. Actuellement, il est la propriété des Frères des Écoles Chrétiennes, qui y ont établi une partie de l'école primaire de 'De Brug'. Cruykenbourg est un monument protégé. Le parc autour du château est aujourd'hui propriété de la commune de Ternat et, par conséquent, librement accessible au public.

## Lien avec Ternat
Les couleurs de la commune de Ternat avant la fusion étaient le blanc et rouge. C'est une référence au blason du comte de t'Serclaes qui consistait en de Gueules un lion d'argent. Lors de la fusion des communes de Ternat, Lombeek-Sainte-Catherine, et Wambeek, en 1976, l'ancien entité du comté de Cruykenbourg ou de la paroisse de Wambeek a été ramené à la vie mais sous le nom de Ternat. Le blason de la commune  de Ternat issu de la fusion est le blason de la famille de Fourneau aux pieds de la Sait patronne de la commune : Sainte-Gertrude. Le seigneur de Cruykenbourg était, après tout, en principe, un vassal de l'abbesse de Nivelles, qui, à son tour était sous la tutelle des ducs de Brabant.